# Kincsesbánya
Kincsesbánya község Fejér vármegyében, a Móri járásban.

## Fekvése
Kincsesbánya Fejér vármegye északnyugati részén, Székesfehérvártól közel 15 kilométerre fekvő ipari település. A móri körzethez tartozó községet a 3-3 kilométerre fekvő Iszkaszentgyörgy és Fehérvárcsurgó, illetve az 5 kilométerre fekvő Gúttamási zárja közre; déli és nyugati irányból a Bakony váltakozó szintű hegyvonulatai, északról és keletről a Móri-árok határolják. A község centruma a 241 méter magas Szeghegy északkeleti lejtőjénél elhelyezkedő dombokra épült, váltakozó felszíne természeti szépséget kölcsönöz a több utcás, szórt településnek.
Legfontosabb útvonala a Székesfehérvártól induló 8202-es út, amely a község központján is végighúzódik és attól nyugatra ér véget, de érinti a település közigazgatási területét a 8203-as és a 8204-es út is. Területén folyik át a Gaja-patak.

## Története
Az 1966 óta önálló község a Fejér megyei Bauxitbányák Vállalatának központja volt, ezért nagy részét üzemi létesítmények foglalták el. Határában legkevesebb a mezőgazdaságilag hasznosítható terület, dél-délnyugati részét csaknem összefüggő erdős hegyek borítják. Felszín alatti rétegeiben a bauxiton kívül főleg a mészkő és márga a jellemző.
A község összterülete 1087 hektár volt 1980-ban. Lakóinak száma ugyanebben az évben 1719. Határához tartoznak 1966 óta Felső-Kincses, Rákhegy, (egyéb belterület) Atya major és Tatárhegy külterületek, valamint az előzőleg iszkaszentgyörgyi határba eső Kisbittó és Somosmál egy része. Lakóinak kisebb része képezi az 1940 előtt itt élő őslakosságot és ezek leszármazottait, többségük betelepült. A bányaközség Székesfehérvárról legrövidebb úton Iszkaszentgyörgy felől a Somosmál aljai szántók mellett, kisebb kerülővel Felső-Kincses és a Tatárhegy felől közelíthető meg.
Történetének fő jellemzői és szakaszai: Östelepülései közül Kincses és Bittó a 19. század elején népesültek be, ez időtől az iszkaszentgyörgyi uradalom szőlőhegyeiként említik őket írott források. Az 1941-es bányanyitással ipari település létesült a fenti szőlőhegyek helyén. A bányaközséget 1950-ben Guttamási közigazgatása alá rendelték, majd önálló közigazgatást nyert 1966-ban. Külterületi lakott helyei közül Atya és Rákhegy helyén már 1190-ben és 1201-ben falu állt. A fentiek közül Atya major már nem létezik.
Kincsesbánya nevének utótagja a bauxitbányászatra utal. A Kincses név a község déli határában fekvő Kincses heggyel és a hasonló hangzású őstelepüléssel kapcsolatos. A hegy lapos köveitől nyerte a nevét. A pénzérme alakú különböző nagyságú lapos kövek (nummulites) az eocénkori tengerek egysejtű meszesházú élőlényeinek megkövesedett maradványai, melyek tömegével találhatók Felső-Kincses település szántóföldjein. A kis köveket Szent László pénzének hitte és nevezte a nép egykor. A hagyomány történetet is fűz ezekhez. Egyik szerint a környék ura a tatárok (vagy törökök) elől menekülve elszórta pénzét, és ez a rabló tatár kezében kővé vált. Másik szerint Szentgyörgy valamelyik földesura Úr napján arattatta a lencsét jobbágyaival, és ez a lencse lett kővé.
Egy feljegyzés a bittói kőfejtőben 1936-ban felszínre került aranyleletekre vezeti vissza a Kincses név eredetét, amikor az első avar honfoglalók legrégibb lelete, egy nagygömbös arany fülbevaló pár került elő. Itt kell megjegyezni azt, hogy az egykori szőlőhegyet már 18. századi gazdasági iratok Kincsesnek nevezik. A helynév előfordulásai: 1757-ben és 1786-ban Kintses hegy, 1822-ben és 1864-ben Kintses promontórium, 1879-ben Kincses hegy, 1883-ban Alt Kincses. Az eredeti település, miután a község Bittó helyén kiépült, a Felső-Kincses nevet kapta.
Bittó, Kincsesbánya másik őstelepülése, a mai község helyén feküdt egykor. Nevét az ugyanitt elterülő Bittó hegytől nyerte. A terület korábbi neve Táborállás és Táborhegy volt a 18. században. Bittó hegy levéltári forrás szerint egy Sárosfalvi Bittó személyétől nyerte elnevezését, ennek kilétét és a környékhez kapcsolódását nem sikerült tisztázni. A hagyományok egy bitófával hozzák kapcsolatba a helynév eredetét. Ezek szerint Bittó hegyen embereket végeztek ki valaha, és e helyre kegyetlenül egy fakeresztet, majd egy haranglábat is állítottak a 19. században. Ezek valóban álltak Bittó hegyen az 1950-es évek elején. A harangon, amely ma Iszkaszentgyörgyön található, a következő felirat látható: “ Az Pittói szőlőhegyre Johann Goss mich in Stuhlweissenburg 1830” Táborállás és Táborhegy nevek eredete a török kor 1601 és 1602 évi eseményeire vezethető vissza. “ Régente ez Táborhegynek neveztetett, mert ezen hegyről pusztítatott el a Vaskapui erősség”- írja egy forrás 1718-ban. Lehetséges, hogy a törökök ideiglenes táborhelyéül szolgálhattak a Bittói dombok a Székesfehérvár elleni 1602. évi hadműveletek előtt.

## Közélete

### Polgármesterei
- 1990–1994: Erni Jakab László (független)[6]
- 1994–1998: Nagy Istvánné (független)[7]
- 1998–2002: Vázsonyi Zoltán István (független)[8]
- 2002–2006: Bajkai János Ferenc (független)[9]
- 2006–2010: Bajkai János Ferenc (független)[10]
- 2010–2014: Bajkai János Ferenc (független)[11]
- 2014–2019: Bajkai János Ferenc (független)[12]
- 2019–2024: Murányi Marianna (független)[13]
- 2024– : Murányi Marianna (független)[1]

## Népesség
A település népességének változása:
| Lakosok száma | 1481 | 1476 | 1451 | 1366 | 1544 | 1509 | 1446 |
|               | 2013 | 2014 | 2015 | 2021 | 2022 | 2023 | 2024 |

A 2011-es népszámlálás során a lakosok 85,9%-a magyarnak, 0,3% cigánynak, 1,3% németnek mondta magát (14,1% nem nyilatkozott; a kettős identitások miatt a végösszeg nagyobb lehet 100%-nál). A vallási megoszlás a következő volt: római katolikus 31,9%, református 8,8%, evangélikus 1,2%, görögkatolikus 0,4%, felekezeten kívüli 26,9% (30,5% nem nyilatkozott).
2022-ben a lakosság 82,8%-a vallotta magát magyarnak, 1% németnek, 0,4% cigánynak, 0,2% szlováknak, 0,1-0,1% lengyelnek, örménynek, ukránnak és ruszinnak, 2% egyéb, nem hazai nemzetiségűnek (17% nem nyilatkozott; a kettős identitások miatt a végösszeg nagyobb lehet 100%-nál). Vallásuk szerint 19,9% volt római katolikus, 6,1% református, 1,1% görög katolikus, 0,6% evangélikus, 1,4% egyéb keresztény, 0,8% egyéb katolikus, 25,8% felekezeten kívüli (44% nem válaszolt).

## Képgaléria

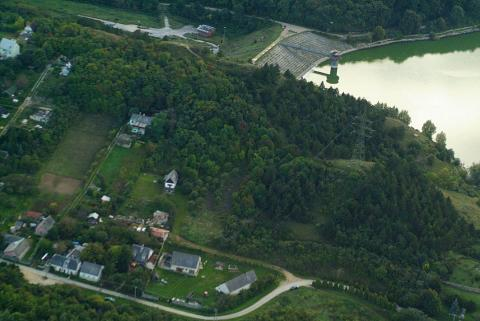
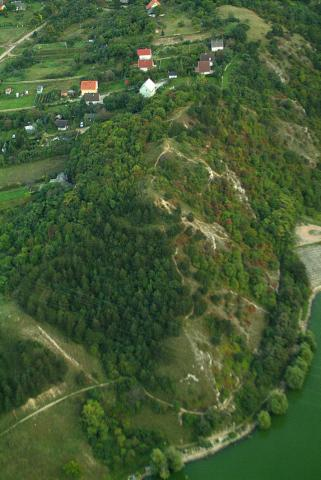
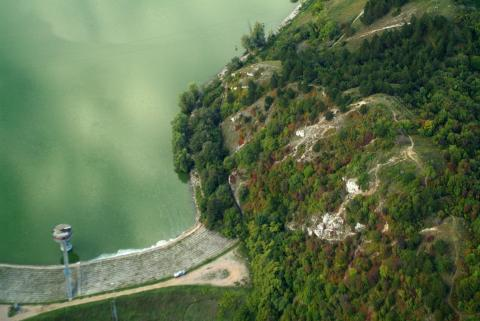